# Уиллисвилл (Арканзас)
Уиллисвилл (англ. Willisville) — город, расположенный в округе Невада (штат Арканзас, США) с населением в 188 человек по статистическим данным переписи 2000 года.

## География
По данным Бюро переписи населения США город Уиллисвилл имеет общую площадь в 4,1 квадратных километров, водные ресурсы в черте города отсутствуют.

## Демография
По данным переписи населения 2000 года в Уиллисвилле проживало 188 человек, 57 семей, насчитывалось 76 домашних хозяйств. Средняя плотность населения составляла около 45,4 человека на один квадратный километр. Расовый состав Уиллисвилла по данным переписи распределился следующим образом: 79,26 % белых, 19,15 % — чёрных или афроамериканцев, 1,06 % — коренных американцев, 0,53 % — представителей смешанных рас. Испаноговорящие составили 1,60 % от всех жителей города.
Из 76 домашних хозяйств в 25,5 % — воспитывали детей в возрасте до 18 лет, 65,8 % представляли собой совместно проживающие супружеские пары, в 10,5 % семей женщины проживали без мужей, 23,7 % не имели семей. 22,4 % от общего числа семей на момент переписи жили самостоятельно, при этом 9,2 % составили одинокие пожилые люди в возрасте 65 лет и старше. Средний размер домашнего хозяйства составил 2,47 человека, а средний размер семьи — 2,88 человека.
Население города по возрастному диапазону по данным переписи 2000 года распределилось следующим образом: 25,5 % — жители младше 18 лет, 6,9 % — между 18 и 24 годами, 22,9 % — от 25 до 44 лет, 28,2 % — от 45 до 64 лет и 16,5 % — в возрасте 65 лет и старше. Средний возраст жителей составил 41 год. На каждые 100 женщин в Уиллисвилле приходилось 102,2 мужчины, при этом на каждые сто женщин 18 лет и старше приходилось 97,2 мужчин также старше 18 лет.
Средний доход на одно домашнее хозяйство в городе составил 28 750 долларов США, а средний доход на одну семью — 36 250 долларов. При этом мужчины имели средний доход в 36 875 долларов США в год против 12 188 долларов среднегодового дохода у женщин. Доход на душу населения в городе составил 12 925 долларов в год. 13,8 % от всего числа семей в населённом пункте и 21,3 % от всей численности населения находилось на момент переписи населения за чертой бедности, при этом 31,1 % из них были моложе 18 лет и 5,9 % — в возрасте 65 лет и старше.